# Varanus timorensis
Il Varanus timorensis o Varano di Timor è una specie di squamati appartenente alla famiglia dei Varanidae, genere Varanus. Venne descritto per la prima volta dal biologo, zoologo e botanico inglese John Edward Gray nel 1831.

## Caratteristiche
Il Varano di Timor raggiunge di norma una lunghezza di 60 cm ed un peso che, nell'esemplare fino ad ora più pesante che sia stato pesato, raggiunge i 290 gr. La coda è lunga da 1,37 a 1,76 volte quella del capo-torso, la sezione è tonda.
La parte superiore del corpo va dal grigio al nero con macchie che vanno dal bianco al giallo, più scure al centro, diversamente disposte da un esemplare all'altro e in alcuni esemplari solo appena sviluppate. Una striscia più chiara delimita il lato bianco del ventre. Le membra sono picchiettate di bianco.

## Provenienza
Il varano di Timor vive sull'isola di Timor (dalla quale prende il nome) e sulle isole vicine di Sawu und Semau.
Originariamente viveva nelle zone boschive delle isole, che però a Timor sono state disboscate in alcune regioni. Qui i varani vivono ora preferibilmente su muri di pietra, palme e su altri alberi rimasti. Più frequentemente li si trova ad un'altezza s.l.m. di 50 m ma se ne è trovato un esemplare anche a 700 m.

## Abitudini di vita
La specie è attiva durante il giorno e vive sia sugli alberi come a terra. Durante le ore calde del meriggio i varani di Timor cercano riparo. Essi si crogiolano preferibilmente sui muri di pietra e su costruzioni in roccia e cercano le loro prede quivi o nelle parti rimaste di bosco o boscaglia. Gli stomaci degli esemplari da museo contenevano soprattutto insetti, ma anche ragni, geki, scorpioni ed un serpentello.
Gli esemplari tenuti in terrario accettano insetti, piccoli topi, pesci e uova. La riproduzione ha luogo fra maggio e luglio; le femmine che vivono in cattività depongono da due a dodici uova, le quali, dopo un periodo che può andare dai 92 fino ai 186 giorni, schiudono e ne escono i piccoli. Alla schiusa essi misurano dai 14 ai 17,4 cm di lunghezza.
Si conosce fino ad ora un solo parassita del varano di Timor in libertà, la zecca Aponomma soambawensis.

## Classificazione

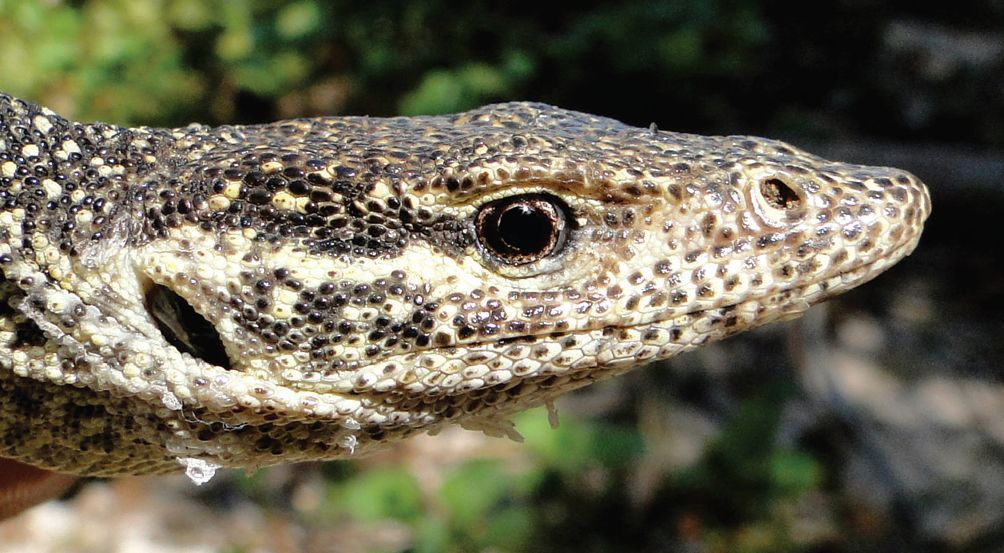
Testa di un varano di Timor

Robert Mertens distinse a metà del XX secolo le tre sottospecie V. t. scalaris (1941), V. t. similis (1958) e la denominazione tassonomica V. t. timorensis, nella convinzione che la diffusione del varano di Timor andasse dalle piccole Isole della Sonda fino all'Australia.
Oggi con l'ausilio delle tecniche genetiche si sa che sia il Varanus similis che il Varanus scalaris sono specie a sé stanti. Nel 1999 Robert Sprackland descrive però ancora la presunta popolazione di Varanus timorensis sull'isola di Roti come  Varanus auffenbergi.
La validità della specie viene messa in dubbio, secondo Wolfgang Böhme specifiche differenze dalla specie di Varanus timorensis devono essere ancora mostrate.
Le altre popolazioni dell'isola mostrano anche significative differenze, ma attualmente vengono dimostrate ancor maggiormente omogenee del  Varanus timorensis.

## Il varano di Timor come animale domestico
Per le sue limitate dimensioni il varano di Timor è molto richiesto per coloro che possiedono un terrario. Esso infatti può essere tenuto in un terrario di una dimensione non esagerata, anche se dovrebbe essere allevato in un terrario boscoso. Tra il 1975 ed il 2005 vennero esportati, secondo le segnalazioni dell'autorità della Convenzione sul commercio internazionale delle specie minacciate di estinzione, 7937 di animali, tra cui il varano di Timor, al quinto posto tra i varani. Il numero di quelli esportati illegalmente non è compreso, cosicché il numero di questi animali tolti dal proprio ambiente naturale è sicuramente più alto delle cifre segnalate. Questo dovrebbe influenzare negativamente ed in modo significativo la situazione della popolazione degli animali residenti nelle terre ove vivono, ma non vi sono al riguardo dati sulla consistenza in natura e questa specie non compare nell'elenco degli animali minacciati di estinzione dello IUCN (not evaluated).